# Geografía sexual

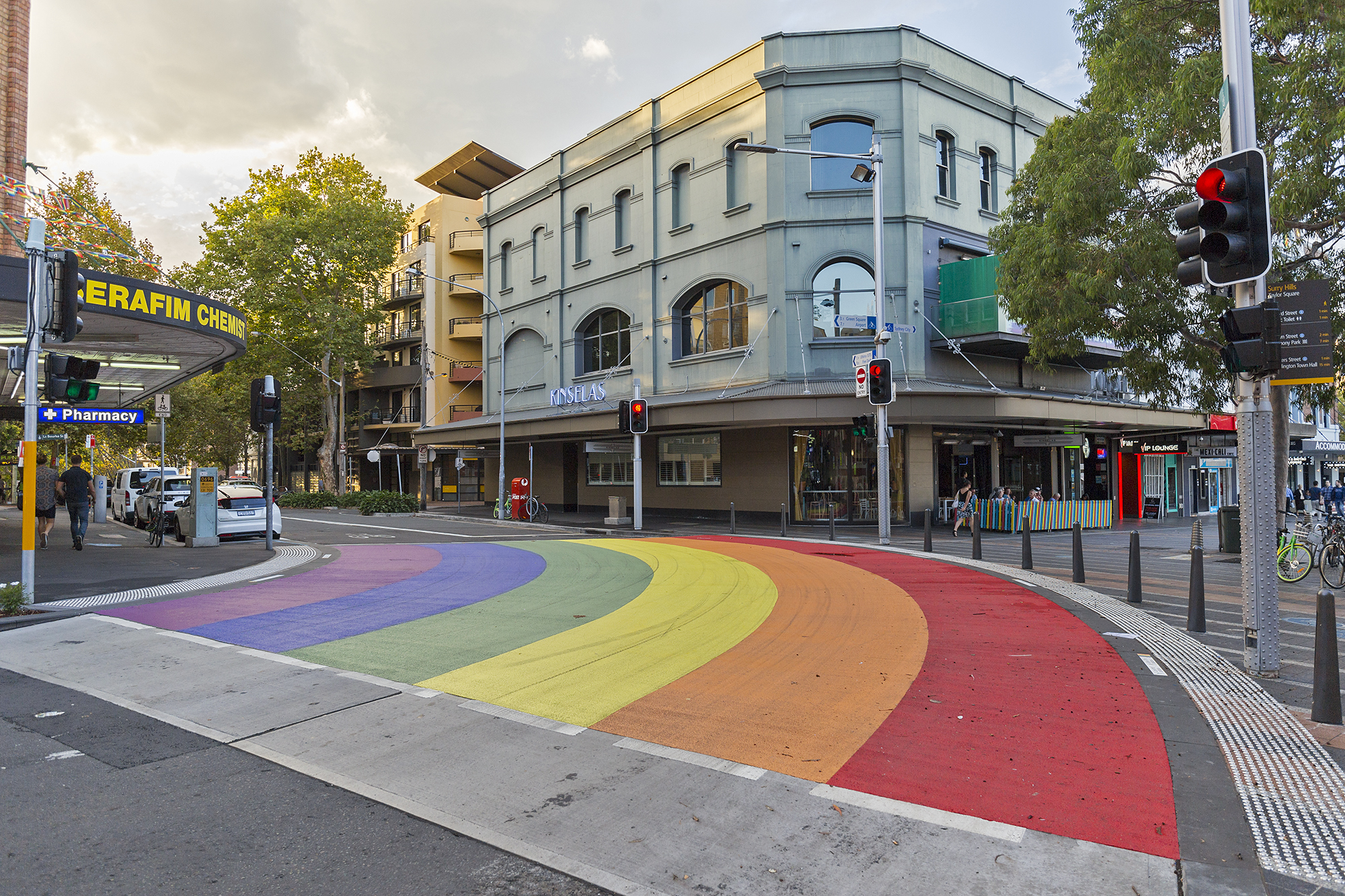
Rainbow Crossing en la calle Campbell Street de Surry Hills

La geografía sexual o estudio de la sexualidad y espacio, es un campo de estudio dentro de la geografía humana. La frase abarca todas las relaciones e interacciones entre sexualidad humana, espacio y lugar, temas estudiados dentro de la geografía cultural, es decir, psicología ambiental y arquitectónica, sociología urbana, estudios de género, estudios socio-legales, planificación, estudios de vivienda y criminología.
Los temas específicos que pertenecen a esta área son las geografías de residencia LGBT, entornos sexuales públicos, sitios de resistencia homosexual, sexualidades globales, turismo sexual, las geografías de la prostitución y el entretenimiento para adultos, el uso de lugares sexualizados en las artes y la ciudadanía sexual. El campo ahora está bien representado dentro del currículo académico a nivel universitario, y está empezando a hacer sentir su influencia en la educación secundaria (tanto en los Estados Unidos como en el Reino Unido).

## Orígenes y desarrollo
El trabajo de los sociólogos se ha ocupado desde hace tiempo de la relación entre la urbanización y la sexualidad, especialmente en la forma de grupos visibles o barrios tipificados por prácticas o morales sexuales específicos. La identificación de 'áreas de vicio' y, últimamente, 'barrios gay', ha sido una acción en el comercio de la sociología urbana desde al menos el tiempo de la Escuela de Chicago.
Los orígenes del término "Geografía sexual" se remontan a principios de la década de 1990, donde el uso de la frase fue popularizado por dos publicaciones. En 1990, lo que podría describirse como 'Geografía Gay' se presentó a una audiencia más amplia cuando se publicó una controversia en torno a un artículo de Larry Knopp publicado en la Geographical Magazine. En 1992, se lanzó Sexuality and Space de Beatriz Colomina (Princeton Papers on Architecture); en el cual el término se usa para explicar el simbolismo de las torres y otras estructuras como iconos fálicos. El documento continúa para discutir la psicología sexual del color y otros elementos de diseño. Elizabeth Wilson publicó una reseña de los artículos en Harvard Design Magazine, Winter/Spring 1997.
Dentro de la geografía contemporánea, los estudios de la sexualidad tienen una orientación principalmente social y cultural, aunque también hay un notable compromiso con la geografía política y económica, particularmente en el trabajo sobre el aumento de los espacios autónomos queer, las economías y los capitalismos alternativos (queer). Mucho trabajo se basa en una política destinada a oponerse a la homofobia y el heterosexismo, informar la salud sexual y promover formas más inclusivas de ciudadanía sexual. Metodológicamente, gran parte del trabajo ha tenido una orientación cualitativa, rechazando las metodologías tradicionales "directas", pero los métodos cuantitativos y los SIG también se han utilizado con buenos resultados. El trabajo se centra predominantemente en los centros metropolitanos del oeste urbano, pero ha habido estudios notables que se centran en las sexualidades y sexualidades rurales en el Sur global.

## Geografía sobre la homosexualidad
Aunque la sexualidad "minoritaria" sigue siendo un tema que casi no se menciona en la geografía escolar, se ha convertido en una parte aceptada de muchos departamentos de geografía universitaria y, a menudo, se enseña como parte de cursos sobre geografía social y cultural. Podría decirse que la publicación literaria más influyente para posicionar a la sexualidad como una parte aceptada de la geografía fue Mapping Desire, una colección editada por David Bell y Gill Valentine. Bell y Valentine ofrecen una revisión crítica de la historia de las obras geográficas sobre la sexualidad y establecen una agenda para futuras investigaciones. Son especialmente críticos con las geografías sexuales más antiguas escritas durante los años 1970 y 1980 en el Reino Unido y América del Norte. En contraste con el enfoque 'dots on maps' de los años 1970 y 1980, Mapping Desire representa un intento de mapear la geografía de la homosexualidad, la transexualidad, la bisexualidad, el sadomasoquismo y las identidades lésbicas butch-femme. Esto representó un hito importante en el compromiso de los geógrafos con, y el desarrollo de, la teoría queer. La investigación posterior ha desarrollado este trabajo, con un enfoque creciente en el activismo transnacional LGBT; las intersecciones de la nacionalidad y la sexualidad y las cuestiones de la ciudadanía LGBT y la política sexual a escalas del cuerpo a la global.
Desde el aumento de la atención de la geografías de los LGBT a fines de los años setenta y en los ochenta, más investigaciones se han centrado en la relación entre el lugar, el espacio y la sexualidad. Nuevos fenómenos y problemas están siendo explorados; por ejemplo, en la investigación de Dereka Rushbrook, señala que algunas de las ciudades secundarias en Estados Unidos como Portland, Oregón y Austin, Texas, habían visto la aldea gay en sus ciudades como algo que representa la modernidad y la diversidad de sus ciudades; además, los transexuales y de tercer género, llamados Kathoey en Tailandia, son famosos en todo el mundo por sus espectáculos de danza y se consideran una visita obligada durante su visita a Tailandia.
Por otro lado, el consumo potencial de la comunidad LGBT y las ciudades están empezando a dirigirse al grupo que crea el fenómeno denominado turismo rosa o turismo LGBT donde proporciona servicios e instalaciones seguros pero no discriminatorios, como pub y sauna, dirigidos a personas LGBT. Aún más, la creciente legalización del matrimonio entre personas del mismo sexo en algunos países occidentales ha tenido un impacto significativo en el turismo y el movimiento, a pesar de la posibilidad de que el matrimonio entre personas del mismo sexo tenga un poder legal limitado en sus países de origen.
Como dijo Robert Aldrich en el artículo "La homosexualidad y la ciudad: una visión histórica", existe una relación inseparable entre la tierra y las personas, en la que las personas modelan constantemente el paisaje. Por ejemplo, una de las escuelas en Tailandia ofreció construir un baño de tercer género para que los estudiantes transexuales puedan evitar ser forzados a elegir entre el baño masculino o femenino. La relación de la sexualidad y el espacio no es independiente de otras áreas de la geografía; a menudo, hay otros aspectos asociados con esos temas y fenómenos como la geografía cultural y la geografía política. En términos de geografía cultural, los bares han jugado un papel importante en la conexión de la tierra de la comunidad LGBTQ, pero también en la separación de esas comunidades. El separatismo en las comunidades homosexuales lesbianas y masculinas es la teoría de por qué estas comunidades se separaron y cómo las barreras jugaron un papel en esa separación. Las barreras y el espacio queer tienen una conexión entre sí. En 2012, se hizo mayor preocupación hacia la comunidad LGBT y una casa de retiro para sí, en Columbia Británica, Canadá. El hombre de Vancouver "Alex Sangha está decidido a garantizar que las personas mayores LGBT tengan un lugar cómodo para pasar sus últimos años" construyendo residencias para la comunidad LGBT en Montreal, Quebec, Canadá, donde ya ha operado una y otras en el Estados Unidos.

## Geografía sobre la heterosexualidad
La investigación de la geografía sexual se ha ampliado con el tiempo para abarcar estudios no solo de las poblaciones LGBT sino también de las geografías y los espacios de la heterosexualidad. Esto ha incluido, entre otras cosas, la consideración de los impactos de la sexualidad en las visibilidades del sexo comercial; el diseño y consumo de vivienda; espacios de educación sexual; la sexualización de los espacios de ocio y venta al por menor; paisajes de turismo sexual; espacios de amor, cuidado e intimidad. Esto ha comprado las geografías de la sexualidad en diálogo con la geografía de género al mostrar que las normas sexuales reproducen ideas particulares de masculinidad y feminidad.

## Espacio religioso-espiritual en la homosexualidad
Los miembros de comunidades no heterosexuales pueden perder la capacidad de adorar o practicar la religión dentro de las organizaciones religiosas más extendidas porque no son aceptadas como consecuencia de su sexualidad. Por lo tanto, se crean otros espacios espirituales, conocidos en muchos casos como "espacios espirituales queer", que pueden variar desde edificios sagrados o lugares que pueden ser "cosidos" a entornos naturales o prácticas culturales en sí mismos. Este tipo de comportamiento lleva a la población general a creer que las comunidades LGBT son en gran parte ateas o agnósticas, pero en cambio algunas solo están adoptando creencias no abrahámicas con tradiciones y costumbres pre-cristianas, que se basan en el estímulo aspiracional y el bienestar personal.
La otra opción para crear estos espacios espirituales queer es tomar parte en el "queering" de las religiones, un movimiento que permite a las personas practicar sus religiones tradicionales, pero dentro de un espacio que sea tolerante con sus elecciones sexuales. 
Esto forma una nueva forma de participación cultural y abre grupos religiosos a personas que de otro modo serían marginados. Esta opción se está haciendo cada vez más popular y, por lo tanto, las iglesias queer se han convertido en una alternativa para las comunidades LGBT de todo el mundo.
También se han creado religiones alternativas/organizaciones espirituales, como la raíz lésbica del feminismo separatista que logró dar voz a una parte de la comunidad que fue condenada al ostracismo, y también tuvo el poder de dar una base o razonamiento para las diferencias que encontrado con la sociedad heterosexual.

## Geografía sobre el comercio sexual
La investigación sobre la ubicación del vicio y la prostitución se han asociado desde hace tiempo con el estudio de la sexualidad y el espacio. Un controvertido pionero en esta área fue el Immoral Landscape de Symanski (1988); estudios posteriores han considerado la regulación socio-legal de los espacios de prostitución, entretenimiento para adultos, sex-shops y bares de alterne, y buscaron ubicar estos temas en un contexto teórico más amplio relacionado con la reproducción de la heteronormalidad. Muchas investigaciones, sin embargo, ignora el trabajo sexual masculino y las formas de intersexualidad y transtrabajo, mientras que otros trabajos continúan centrándose únicamente en la relación entre las ubicaciones del trabajo sexual y la distribución de la infección sexual, incluido el VIH. Estudios como la Evaluación de riesgos de conductores de camiones de larga distancia de la Universidad de Alabama en Birmingham, activos desde abril de 2007, también pueden estar relacionados con este campo de estudio, ya que las estadísticas reunidas representarán un muestreo del comportamiento sexual en una población controlada de un subgrupo.

## Críticas y conflictos
Ha habido varias críticas del campo, y conflictos dentro de la disciplina. Los estudios sobre la geografía sexual han sido criticados por universalizar una posición centrada en Occidente que tiene una relevancia mínima más allá del mundo occidental urbanizado. Estas ideas de sexualidad constituyen una nueva homonormatividad, que generalmente privilegia a los hombres blancos de clase media, con exclusión de las personas trans, la clase baja y las personas de color. Las instituciones destinadas a crear espacios no heteronormativos, como los Juegos Gay, solo son accesibles para aquellos que pueden pagar las tarifas de inscripción, las tarifas aéreas y la capacitación, y siguen siendo predominantemente blancas. Las diferencias de género también se borran al adoptar una identidad "queer". Algunos afirman que al renunciar al término de género "lesbiana" por "queer", las mujeres no son reconocidas por un significante tan universalizador, como cuando las mujeres se incorporan a la "humanidad".  Por lo tanto, aunque se avanza en el desafío de la heteronormatividad, los estudios queer han sido criticados por reforzar potencialmente otras formas de marginación.
Los primeros trabajos en geografía de lesbianas y homosexuales a lo largo de la década de 1990 fueron realizados por académicos que trabajan en universidades estadounidenses, y se centraron casi exclusivamente en las vidas de aquellos en el norte global. Esto es problemático, ya que la identidad queer se usa a veces como una identidad global y global para la comunidad LGBT, lo que impone nociones occidentales de sexualidad en todas las demás culturas. Tales ideas incluyen suposiciones no cuestionadas sobre la naturaleza de los "derechos de los homosexuales", y cómo es la liberación apropiada. Como resultado, ciertas culturas se etiquetan como "hacia adelante" o "hacia atrás" según una concepción occidental de la identidad queer, y los matices culturales y la diversidad de otras sexualidades no se reconocen.
También existen conflictos dentro de los estudios de sexualidad y espacio. Uno de esos conflictos es entre las perspectivas "asimilacionista" y "liberacionista" de los espacios LGBT. La villa gay de Toronto es un sitio de tal conflicto. Los asimilacionistas están en contra de la creación de un "gueto gay" en Toronto, abogando en cambio por la integración de las personas LGBT en los suburbios, para mostrar que son como todos los demás. Los liberacionistas consideran que la aldea gay es demasiado comercial para desarrollar la comunidad radical y activista que consideran necesaria para los derechos LGBT. Como tal, la villa gay de Toronto no es simplemente un espacio homogéneo para los disidentes sexuales, sino que es un espacio no resuelto y disputado.

## Organizaciones
Dentro de la disciplina de la geografía, el escepticismo inicial e incluso la oposición a la investigación sobre sexualidad han dado paso al reconocimiento de que las geografías de la sexualidad ofrecen una perspectiva importante sobre la relación entre las personas y el lugar (aunque algunos continúan considerando el área como de importancia marginal). Las siguientes organizaciones académicas están dedicadas al estudio de la sexualidad y el espacio.
- Sexuality and Space Speciality Group of the AAG, Universidad de Leeds, Reino Unido.[28]
- Sexuality, Space and Queer Research Group of the Royal Geographical Society, Reino Unido